# Psychoda dentata
Psychoda dentata és una espècie d'insecte dípter pertanyent a la família dels psicòdids que es troba a Àfrica: Uganda, Lesotho i Sud-àfrica.